# Bijzondere curator
Een bijzondere curator is in het Nederlandse recht iemand die door de rechter kan worden aangewezen in geval van een belangenconflict tussen een minderjarig kind en zijn ouders of voogd, waar kind, ouders of voogd onderling niet uitkomen of het kind denkt dat er niet goed naar hem of haar wordt geluisterd. De bijzondere curator komt op voor de belangen van het kind, in de thuissituatie en in de rechtszaal. Het is een extra ondersteuning voor het kind, een waarborg dat de stem en de belangen van het kind kunnen worden gehoord. Het kind houdt alle rechten. De regeling staat in Boek 1 van het Burgerlijk Wetboek, het Personen- en familierecht, artikel 1:250 BW en voor afstammingszaken in artikel 1:212 BW. Het bredere juridische kader is het Verdrag inzake de Rechten van het Kind, artikel 12,  dat staten verplicht te garanderen dat de stem van kinderen wordt gehoord, en het Europees Verdrag voor de Rechten van de Mens, artikel 6, op grond waarvan iedereen recht heeft op toegang tot een rechter en op een eerlijk proces.

## Voorwaarden en regels
Van een belangenconflict kan sprake zijn als de ouders onderling een conflict hebben, bijvoorbeeld in echtscheiding zijn, en de belangen van het kind niet goed kunnen of willen behartigen, of als het kind zelf een conflict heeft met zijn ouders of voogd. Het moet gaan over de verzorging, opvoeding of het vermogen van het kind. Een voorbeeld is dat het kind kan worden gehoord als het om de opstelling van een ouderplan gaat. Onder opvoeding en verzorging kan worden begrepen de zorg en de verantwoordelijkheid voor het geestelijk en lichamelijk welzijn en de veiligheid van het kind als wel het bevorderen van de ontwikkeling van zijn persoonlijkheid (artikel 1:247 BW).
Alle belanghebbenden kunnen een verzoek bij de rechter doen, meestal zijn dat de ouder, stiefouder, pleegouder of voogd. Om een verzoek in te dienen is een advocaat nodig.  De rechter kan ook uit eigen beweging (ambtshalve) een bijzondere curator benoemen.
Bij de benoeming bepaalt de rechter de precieze taken van de bijzondere curator, het kind kan de situatie in eigen woorden beschrijven en aangeven waar het ondersteuning nodig heeft en wat de wensen zijn. Mede naar aanleiding daarvan geeft de rechter aanwijzingen. Bijvoorbeeld het kind helpen bij de ouders of voogd zijn wensen naar voren te brengen, in de gaten houden wat het beste voor het kind is, gesprekken voeren met alle betrokkenen en periodiek verslag uitbrengen aan de rechtbank.
De rechter kan in beginsel iedereen benoemen die hij daartoe geschikt acht. Wil iemand een vergoeding ontvangen voor het werk als bijzonder curator, moet men ingeschreven staan in het register van de Raad voor Rechtsbijstand.

## Stichting Bijzondere Curator Nederland
De Stichting Bijzondere Curator Nederland (Stichting BCN) houdt zich bezig met de bekwaamheid van bijzondere curatoren. Het gaat om eisen op het gebied van de vooropleiding en beroepsachtergrond en eisen voor deskundigheid en vaardigheid waaraan de bijzondere curatoren moeten voldoen. Iedere bij de Raad voor Rechtsbijstand in te schrijven bijzondere curator moet een toets en assessment afleggen.

## Verschil met curatele en gewone curator
De bijzondere curator heeft niets te maken met de bijzondere rechterlijke maatregel van curatele, waar een curator wordt aangesteld om het vermogen van een persoon te beheren omdat deze persoon de eigen financiële belangen niet kan behartigen. De bijzondere curator heeft ook niets te maken met een curator die door de rechter wordt aangesteld om een faillissement af te handelen.